# Lotta greco-romana ai Giochi della XVIII Olimpiade - Pesi mosca
La competizione della categoria pesi mosca (fino a 52 kg) di lotta greco-romana dei Giochi della XVIII Olimpiade si è svolta dal 16 al 19 ottobre 1964 alla Arena Nippon Budokan a Tokyo.

## Formato
Ad ogni incontro venivano assegnate le seguenti penalità:
- 0 = Al vincitore per schienata
- 1 = Al vincitore ai punti
- 2 = In caso di pareggio
- 3 = Allo sconfitto ai punti
- 4 = Allo sconfitto per schienata

Con sei penalità o più il lottatore veniva eliminato.

## Risultati
| Legenda                                  | Legenda |
| ---------------------------------------- | ------- |
| Lottatore con 6 penalità o più Eliminato |         |

### 1º Turno
Si è disputato il 16 ottobre
| Vincitore          | Pen. | Risultato  | Sconfitto        | Pen. |
| ------------------ | ---- | ---------- | ---------------- | ---- |
| Burhan Bozkurt     | 2    | = Parità = | Sin Sang-Sik     | 2    |
| Maurice Mewis      | 1    | Ai Punti   | Ahmad Khoshoi    | 3    |
| Armais Sayadov     | 1    | Ai Punti   | Vasilios Ganotis | 3    |
| Tsutomu Hanahara   | 0    | Schienata  | Imre Alker       | 4    |
| Ignazio Fabra      | 1    | Ai Punti   | Risto Björlin    | 3    |
| Rolf Lacour        | 1    | Ai Punti   | Fouad Ali        | 3    |
| Dumitru Pîrvulescu | 1    | Ai Punti   | Jørgen Jensen    | 3    |
| Dick Wilson        | 0    | Schienata  | César del Rio    | 4    |
| Malwa Singh        | 2    | = Parità = | Angel Kerezov    | 2    |

### 2º Turno
Si è disputato il 17 ottobre
| Vincitore          | Pen. | Risultato  | Sconfitto      | Pen. |
| ------------------ | ---- | ---------- | -------------- | ---- |
| Maurice Mewis      | 2    | Ai Punti   | Sin Sang-Sik   | 5    |
| Burhan Bozkurt     | 3    | Ai Punti   | Ahmad Khoshoi  | 6    |
| Vasilios Ganotis   | 3    | Abbandono  | Imre Alker     | 8    |
| Tsutomu Hanahara   | 1    | Ai Punti   | Armais Sayadov | 4    |
| Rolf Lacour        | 2    | Ai Punti   | Risto Björlin  | 6    |
| Ignazio Fabra      | 2    | Ai Punti   | Fouad Ali      | 6    |
| Angel Kerezov      | 3    | Ai Punti   | Jørgen Jensen  | 6    |
| Dumitru Pîrvulescu | 1    | Schienata  | César del Rio  | 8    |
| Dick Wilson        | 0    | Per ritiro | Malwa Singh    | 9    |

### 3º Turno
Si è disputato il 18 ottobre
| Vincitore          | Pen. | Risultato | Sconfitto        | Pen. |
| ------------------ | ---- | --------- | ---------------- | ---- |
| Maurice Mewis      | 3    | Ai Punti  | Burhan Bozkurt   | 6    |
| Tsutomu Hanahara   | 2    | Ai Punti  | Vasilios Ganotis | 6    |
| Ignazio Fabra      | 3    | Ai Punti  | Armais Sayadov   | 7    |
| Dumitru Pîrvulescu | 2    | Ai Punti  | Rolf Lacour      | 5    |
| Sin Sang-Sik       | 6    | Ai Punti  | Dick Wilson      | 3    |
| Angel Kerezov      | 3    | Esentato  |                  |      |

### 4º Turno
Si è disputato il 19 ottobre
| Vincitore          | Pen. | Risultato | Sconfitto     | Pen. |
| ------------------ | ---- | --------- | ------------- | ---- |
| Angel Kerezov      | 4    | Ai Punti  | Dick Wilson   | 6    |
| Tsutomu Hanahara   | 3    | Ai Punti  | Maurice Mewis | 6    |
| Rolf Lacour        | 6    | Ai Punti  | Ignazio Fabra | 6    |
| Dumitru Pîrvulescu | 2    | Esentato  |               |      |

### Turno finale
Si è disputato il 19 ottobre
| Vincitore        | Pen. | Risultato | Sconfitto          | Pen. |
| ---------------- | ---- | --------- | ------------------ | ---- |
| Angel Kerezov    | 1    | Ai Punti  | Dumitru Pîrvulescu | 3    |
| Tsutomu Hanahara | 0    | Schienata | Dumitru Pîrvulescu | 4    |
| Tsutomu Hanahara | 1    | Ai Punti  | Angel Kerezov      | 3    |

## Classifica finale
| Pos.    | Atleta             | Nazione          |
| ------- | ------------------ | ---------------- |
| Oro     | Tsutomu Hanahara   | Giappone         |
| Argento | Angel Kerezov      | Bulgaria         |
| Bronzo  | Dumitru Pîrvulescu | Romania          |
| 4       | Maurice Mewis      | Belgio           |
| 4       | Rolf Lacour        | Germania         |
| 4       | Ignazio Fabra      | Italia           |
| 4       | Dick Wilson        | Stati Uniti      |
| 8       | Vasilios Ganotis   | Grecia           |
| 8       | Sin Sang-Sik       | Corea del Sud    |
| 8       | Burhan Bozkurt     | Turchia          |
| 11      | Armais Sayadov     | Unione Sovietica |
| 12      | Jørgen Jensen      | Danimarca        |
| 12      | Fouad Ali          | Rep. Araba Unita |
| 12      | Risto Björlin      | Finlandia        |
| 12      | Ahmad Khoshoi      | Iran             |
| 16      | Imre Alker         | Ungheria         |
| 16      | César del Rio      | Messico          |
| 18      | Malwa Singh        | India            |